# Centaurea nicaeensis
Espèce
Centaurea nicaeensis est une espèce de plantes à fleurs de la famille des Asteraceae endémique de la Tunisie.

## Liste des sous-espèces
Selon Catalogue of Life (4 octobre 2013) :
- sous-espèce Centaurea sicula subsp. kroumirensis
- sous-espèce Centaurea sicula subsp. sicula